# Caustică (matematică)

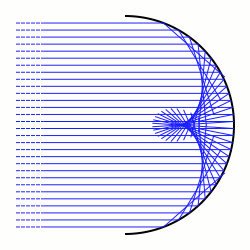
Caustică de reflexie generată de un arc de cerc și un fascicul de raze paralele

În geometria diferențială, o caustică este înfășurătoarea⁠(d) unor drepte, fie reflectate, fie refractate de o varietate (dirimantă). Este legată de conceptul de caustică⁠(d) din optica geometrică. Sursa razelor poate fi un punct (numit radiant) sau raze paralele dintr-un punct de la infinit, caz în care trebuie specificat un vector de direcție al razelor.
În general, mai ales aplicată la geometria simplectică și teoria singularităților⁠(d), o caustică este mulțimea valorilor critice ale unei aplicații lagrangiene (π ○ i) : L ↪ M ↠ B; unde  i : L ↪ M este o imersiune lagrangiană a unei submulțimi lagrangiene L într-o mulțime simplectică M, iar π :  M ↠ B  este un fibrat lagrangian al mulțimii simplectice M. Caustica este o submulțime a fibratului lagrangian B.

## Explicație

Razele refractate de o suprafață care nu este plană formează caustice unde multe dintre ele se intersectează

Concentrarea luminii, în special a Soarelui, poate arde. Cuvântul caustic provine din greacă καυστός (= fierbinte), prin latină causticus.
O situație comună în care causticele sunt vizibile este la lumina dintr-un pahar de băut. Sticla aruncă o umbră, dar produce și o regiune curbă de lumină strălucitoare. În circumstanțe ideale (inclusiv raze perfect paralele, ca de la o sursă punctuală aflată la infinit), poate fi produsă o zonă de lumină în formă de nefroidă⁠(d). Causticele ondulate se formează de obicei atunci când lumina strălucește prin valuri de pe apă.
O altă caustică familiară este curcubeul. Împrăștierea luminii prin picăturile de ploaie face ca diferitele lungimi de undă ale luminii să se refracte diferit pe arcele din picături, producând curcubeul.

## Catacaustică
O catacaustică este produsă prin reflexie.
Pentru razele care pleacă dintr-un punct radiant, este evoluta podarei radiantului.
Cazul planar cu raze paralele: se presupune că vectorul direcție este {\displaystyle (a,b)} și curba care reflectă este parametrizată ca {\displaystyle (u(t),v(t))}. Vectorul normal într-un punct este {\displaystyle (-v'(t),u'(t))}; reflectarea vectorului de direcție este (normal necesită o normalizare particulară)
{\displaystyle 2{\mbox{proj}}_{n}d-d={\frac {2n}{\sqrt {n\cdot n}}}{\frac {n\cdot d}{\sqrt {n\cdot n}}}-d=2n{\frac {n\cdot d}{n\cdot n}}-d={\frac {(av'^{2}-2bu'v'-au'^{2},bu'^{2}-2au'v'-bv'^{2})}{v'^{2}+u'^{2}}}}
Având componentele vectorului reflectat, el va fi tratat drept tangentă
{\displaystyle (x-u)(bu'^{2}-2au'v'-bv'^{2})=(y-v)(av'^{2}-2bu'v'-au'^{2}).}
Din cea mai simplă formulă a înfășurătoarei se obține
{\displaystyle F(x,y,t)=(x-u)(bu'^{2}-2au'v'-bv'^{2})-(y-v)(av'^{2}-2bu'v'-au'^{2})}
{\displaystyle =x(bu'^{2}-2au'v'-bv'^{2})-y(av'^{2}-2bu'v'-au'^{2})+b(uv'^{2}-uu'^{2}-2vu'v')+a(-vu'^{2}+vv'^{2}+2uu'v')}
{\displaystyle F_{t}(x,y,t)=2x(bu'u''-a(u'v''+u''v')-bv'v'')-2y(av'v''-b(u''v'+u'v'')-au'u'')}
{\displaystyle +b(u'v'^{2}+2uv'v''-u'^{3}-2uu'u''-2u'v'^{2}-2u''vv'-2u'vv'')+a(-v'u'^{2}-2vu'u''+v'^{3}+2vv'v''+2v'u'^{2}+2v''uu'+2v'uu'')}
care poate fi inestetic, dar {\displaystyle F=F_{t}=0} dă un sistem liniar⁠(d) în {\displaystyle (x,y)} și obținerea unei parametrizări a catacausticei este elementară. Se poate folosi regula lui Cramer⁠(d).

### Exemplu
Fie vectorul direcției (0,1) și curba care reflectă {\displaystyle (t,t^{2}).}
Atunci
{\displaystyle u'=1}   {\displaystyle u''=0}   {\displaystyle v'=2t}   {\displaystyle v''=2}   {\displaystyle a=0}   {\displaystyle b=1}
{\displaystyle F(x,y,t)=(x-t)(1-4t^{2})+4t(y-t^{2})=x(1-4t^{2})+4ty-t}
{\displaystyle F_{t}(x,y,t)=-8tx+4y-1}
iar {\displaystyle F=F_{t}=0} are soluția {\displaystyle (0,1/4).}; De exemplu, lumina care intră întru-n reflector parabolic de-a lungul axei sale este reflectată în focar.